# Elopidae
Famille
Les Elopidae sont une famille de poissons téléostéens qui comprend un seul genre : Elops Linnaeus, 1766.